# Video Game Museum
Video Game Museum, (melhor conhecido como VGMuseum ou VGM) é uma base de dados de jogos eletrônicos com uma extensa coleção de screenshots de telas iniciais, jogabilidade em geral e finais (endings) de jogos. Ele também traz uma coleção de scans de capas e caixas de jogos eletrônicos, como também novos e antigos artigos promocionais imprimidos. O site tenta cobrir tudo relacionado aos videogames, desde seu início até o presente. Ela é a coleção mais compreensiva de screenshots na Internet e é muitas vezes citada pela comunidade online de videogame, particularmente como uma fonte de screenshots de jogos que não são fáceis de achar no mercado, incluindo sites como a MTV, 1UP, IGN, Joystiq e Gamesradar,
Outras seções menores do site incluem: rips de sprites, matérias sobre jogos, scans de capas de revistas sobre jogos eletrônicos, informações de sistemas, música de vídeo-games e artworks de jogos.